# KV9
KV9是一座位於埃及帝王谷中的陵墓，最初由法老拉美西斯五世修建，他亦被安葬於此。他的叔父拉美西斯六世後來此墓改作自己的陵墓。該墓的建築格局屬於拉美西斯王朝時期，即埃及第二十王朝的典型風格，其結構相較於拉美西斯三世（KV11）的陵墓簡單許多。在開鑿墓室走廊的過程中，工匠們意外打通了相鄰的KV12號墓。
2020年，埃及旅遊局發布了KV9號墓的完整三維數位模型與詳細攝影成果，現已可於網上瀏覽。

## 墓室裝飾
KV9號墓的裝飾藝術在整個帝王谷中可說是風格最為多樣的墓葬之一。 拉美西斯六世在裝飾計劃上打破傳統，改以阿拜多斯的歐西里昂神殿」為範本，作為其墓室的裝飾藍本。 墓室的佈局包含一條長走廊，透過壁柱分成若干段落，通向一座支柱廳，然後再由另一條長走廊向下通往主墓室。值得注意的是，主墓室的開鑿工作未完全完成，其後牆上有兩根柱子仍與牆體相連，未完全獨立。

### 墓口
墓道入口處裝飾有一個太陽圓盤，內有聖甲蟲與一尊公羊頭太陽神拉，其兩側為跪姿的伊西斯與奈芙蒂斯女神。門框與壁厚部位刻有拉美西斯六世的名號，其中門框部分實際上是從拉美西斯五世墓中奪用的。

### 第一段走廊
墓道兩側牆面描繪拉美西斯六世朝拜荷魯斯-拉（Ra-Horakhty）與俄西里斯的場景，這些畫面原本屬於拉美西斯五世的裝飾，但後來被拉美西斯六世奪用。走廊南牆上開始描繪有完整版本的《地狱之书》，而北牆則裝飾有幾近完整的《巨穴之書》。走廊前段的天花板繪有天文圖像與星座，後段兩個區間及延伸至第一座大廳「皮昂科夫」（（Piankoff、稱之為E廳）處，則呈現《白晝之書》（Book of the Day）與《黑夜之書》（Book of the Night）的雙重圖像，並由天女女神努特延展的身軀所環繞構圖。

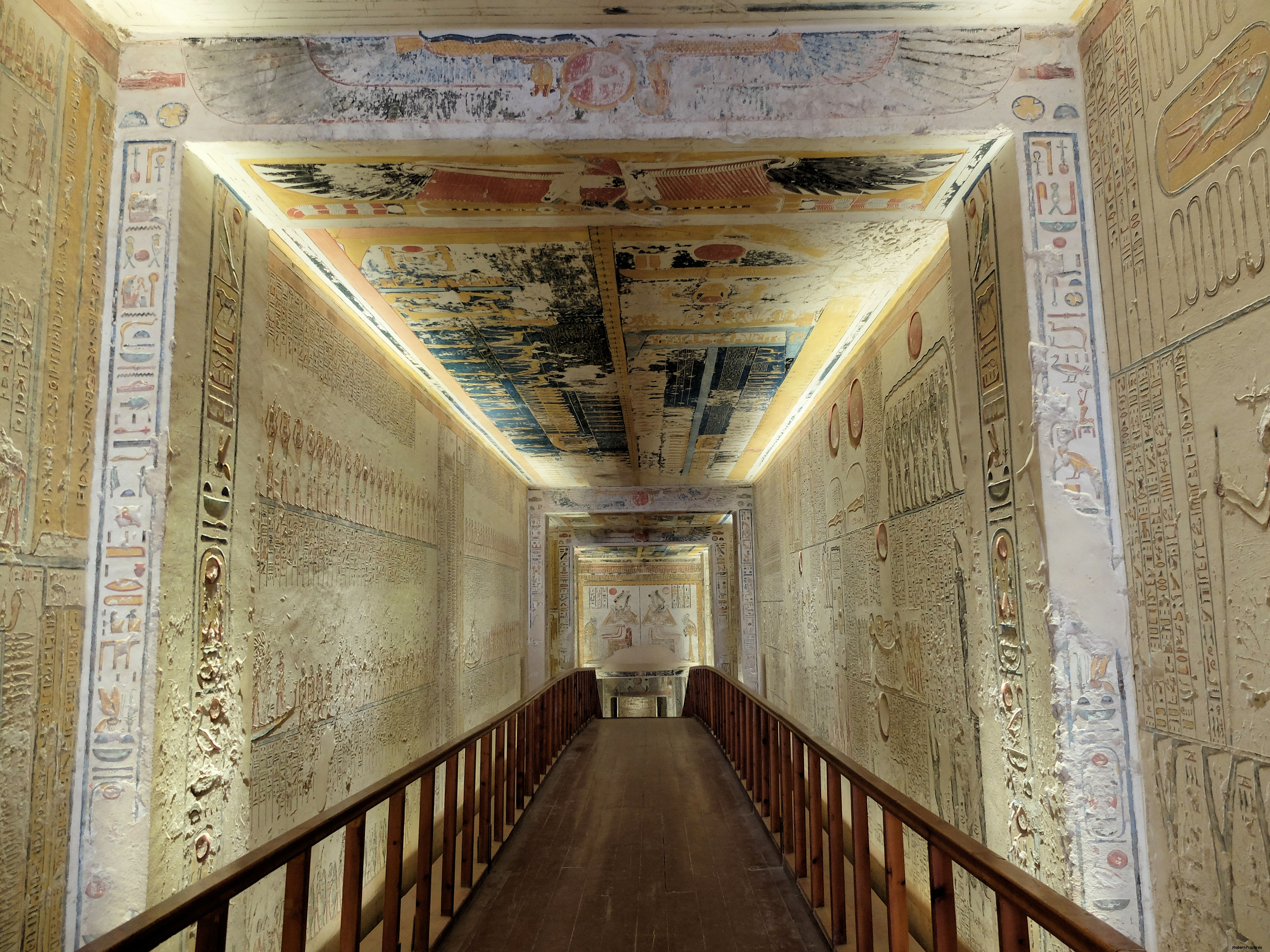
第一段走廊
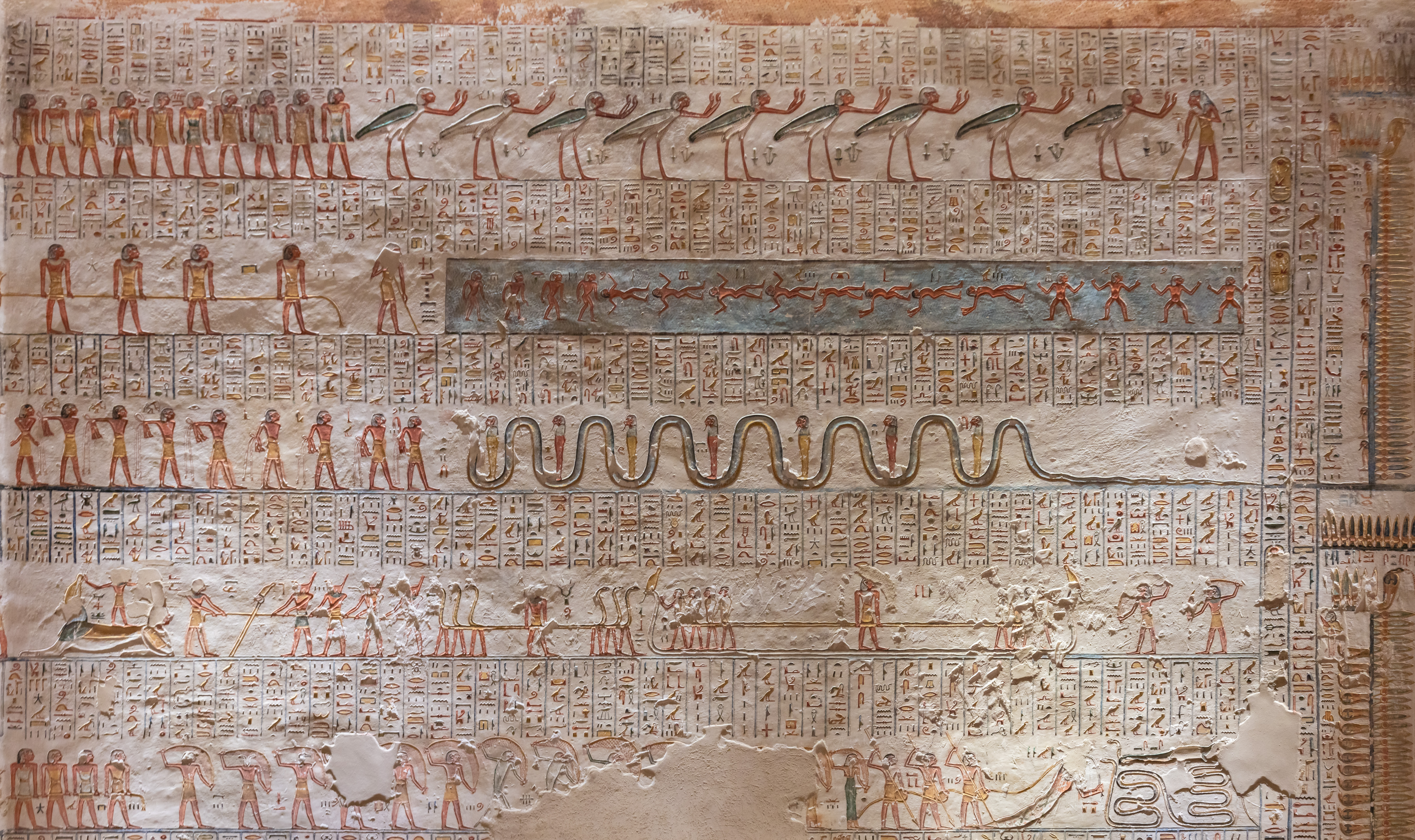
走廊左側牆上的《地獄之書》（第九部分）的一部分
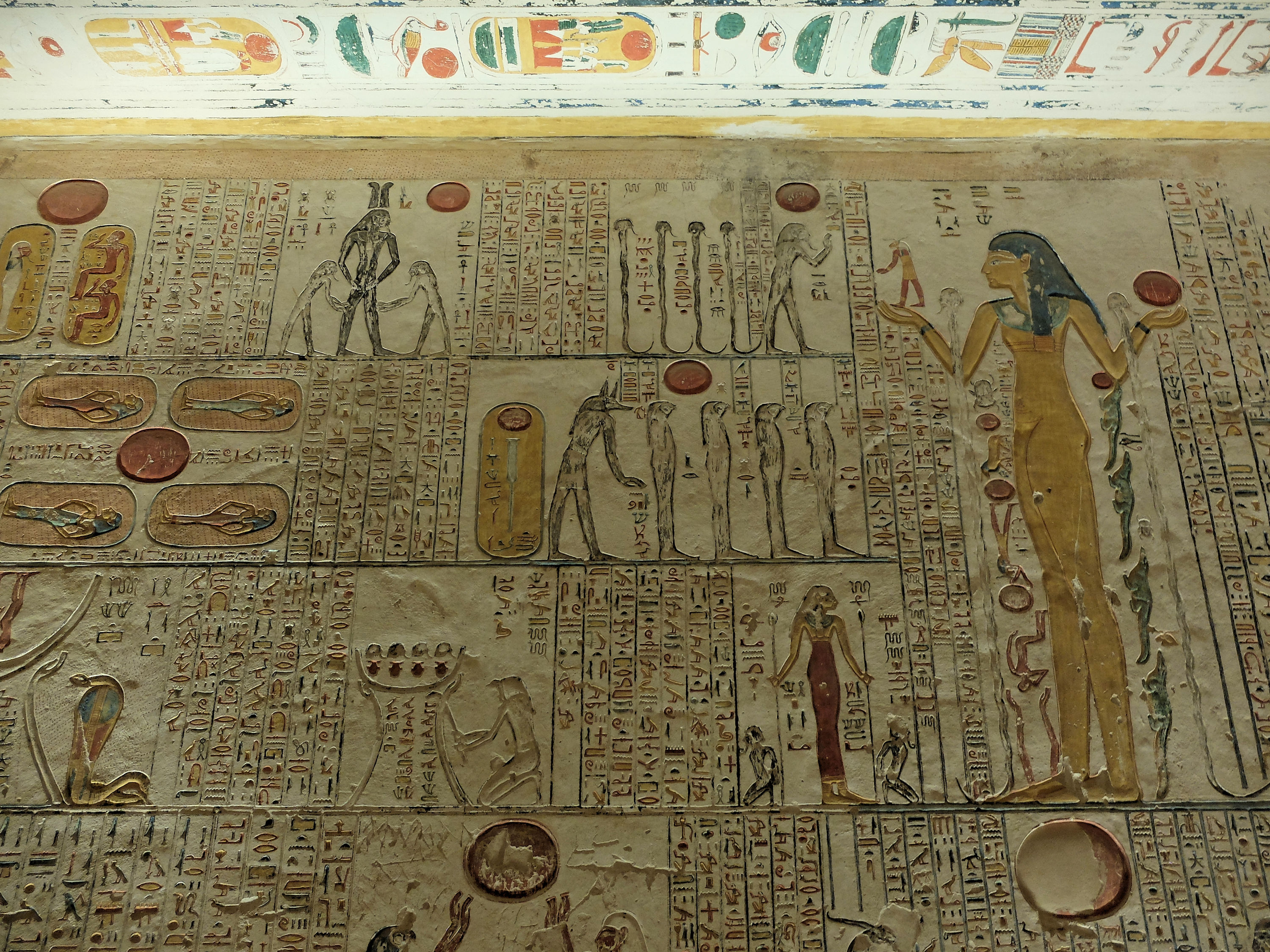
走廊右側牆上的《巨穴之書》（第五部分）的一部分；右邊可以看到努特。

### 大廳
通道最末端是一座支柱大廳（即E廳）。其左側（南壁）延續《地獄之書》的場景，呈現第十與第十一段的內容，包括這套組圖的最後畫面：原始水域中的創世神努恩托起太陽神拉（Ra）所乘的太陽舟，畫面上方則為天空女神努特。右側（北壁）則繼續《巨穴之書》的圖像。通往下一段走廊的入口上方，描繪拉美西斯六世向歐西里斯獻香並奉獻祭品的場景。
此外，繪拉美西斯六世也出現在其他多幅圖像中，朝拜包括麦里特塞盖尔、孔斯、卜塔及卜塔-索卡-歐西里斯（Ptah-Sokar-Osiris）等神祇。如前所述，大廳的天花板裝飾為《白晝之書》與《黑夜之書》的後續章節，由努特修長的身軀所環繞。從大廳通往下一段墓道的坡道兩側，則裝飾有戴王冠的雙翼眼鏡蛇，象徵上埃及與下埃及的女神。

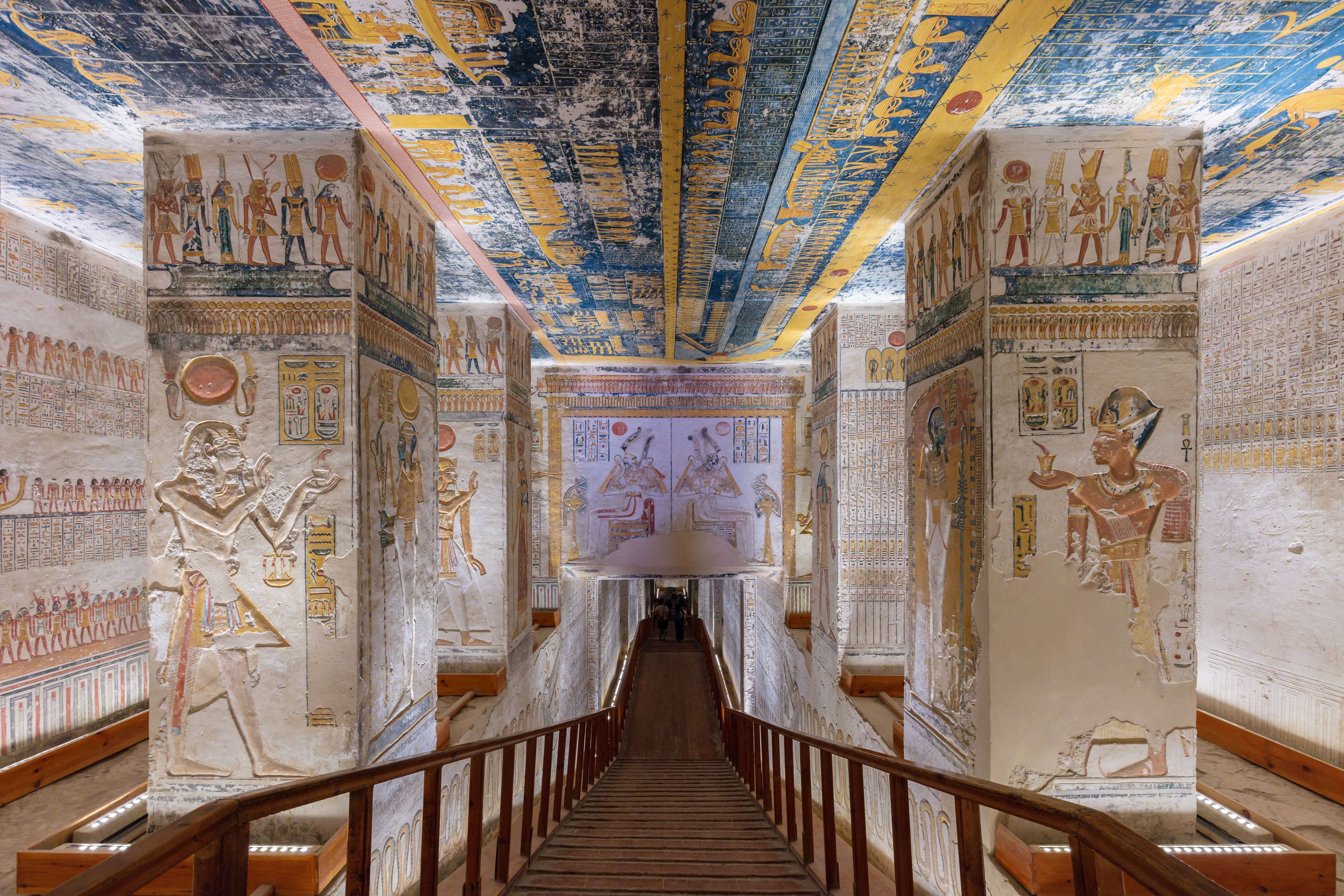
支柱大廳中央的坡道上方，則可見歐西里斯的對稱雙重圖像。
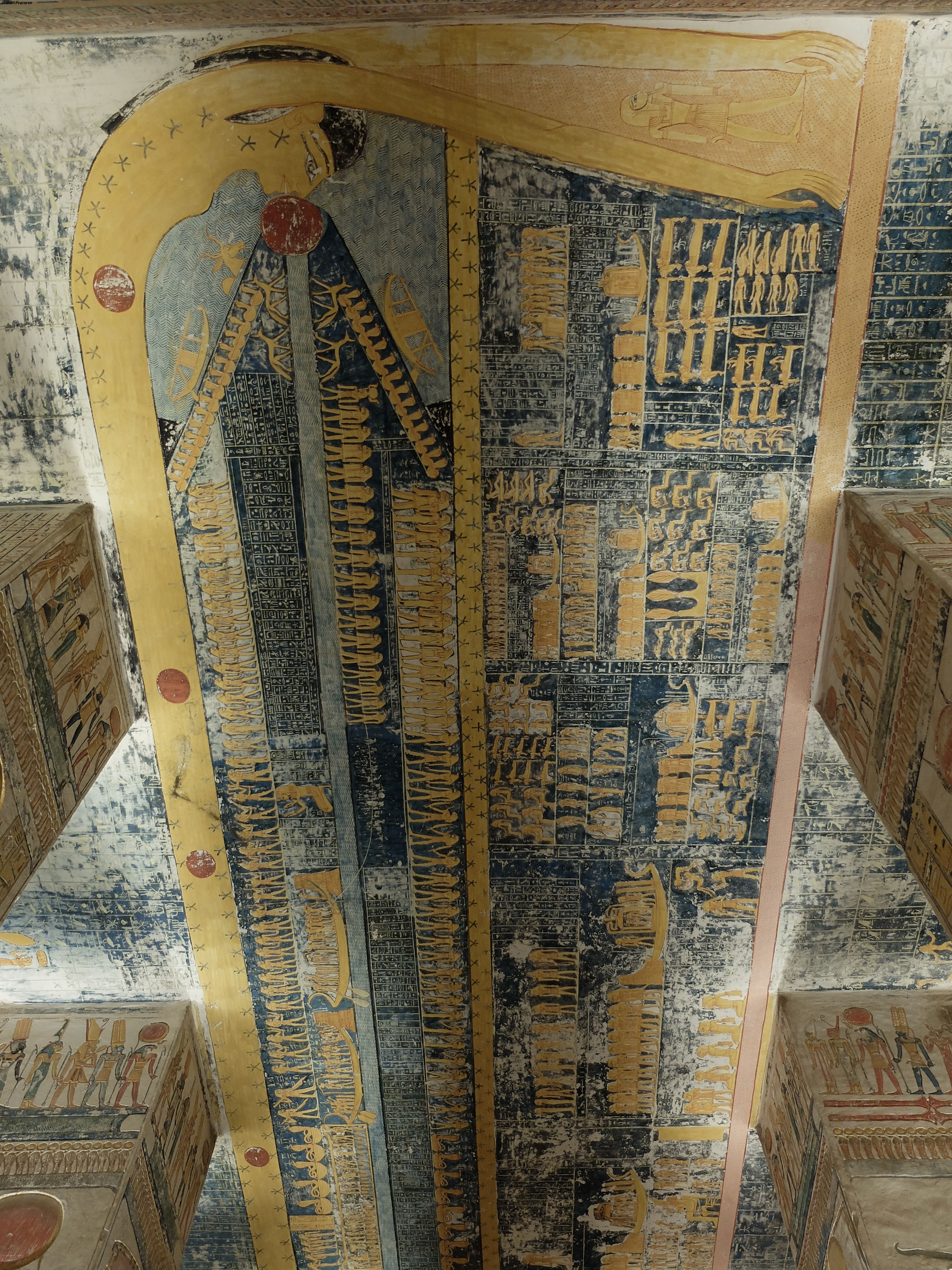
柱狀大廳天花板，可見努特的細長畫像。
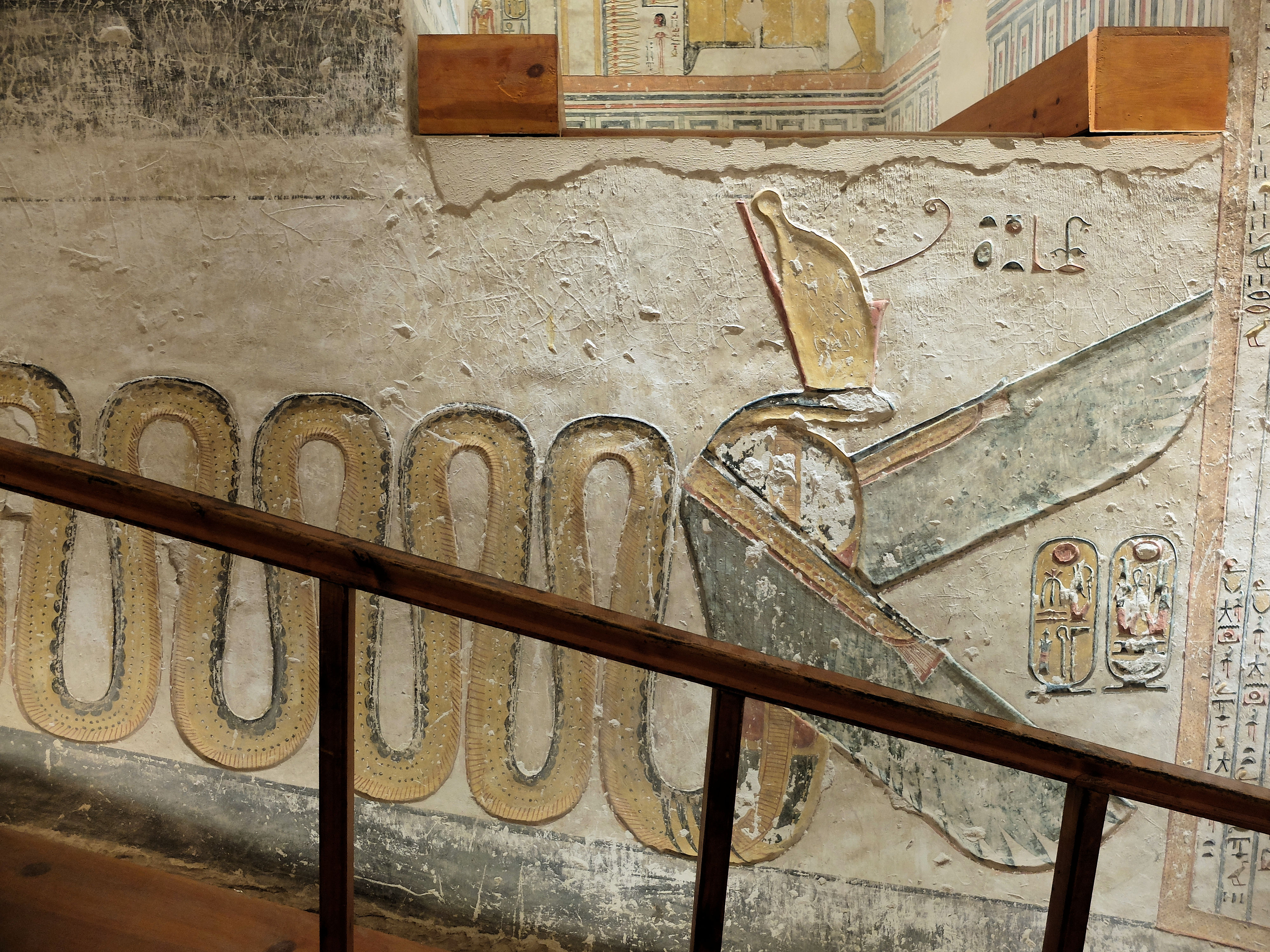
下降坡道旁的有翼眼鏡蛇

### 第二走廊
第二走廊的裝飾按順序展示了《來世之書》中的11個小時的場景，儘管第7至11個小時被縮寫。天花板上描繪了拉的帆船和《晝夜之書》。

### 前廳與主墓室
在通往主墓室之前的前廳（H廳，又稱「雙真理之廳」）中，可見拉美西斯六世朝拜赫卡烏與玛亚特的圖像。此廳裝飾包含《死者之書》中有關轉化的重要咒語（第124至127章與第129章）。
主墓室為一座巨大岩窟，其壁面裝飾以《地球之書》為主，內容包括《阿克爾之書》（Book of Aker）。畫面描繪太陽舟與雙首神阿克爾，亦包括歐西里斯及諸神的形象、對敵人的毀滅，以及太陽光線使亡者復生的意象。墓室的穹頂亦裝飾以《白晝之書》與《黑夜之書》，並由天空女神努特的雙重修長身影環繞構成。

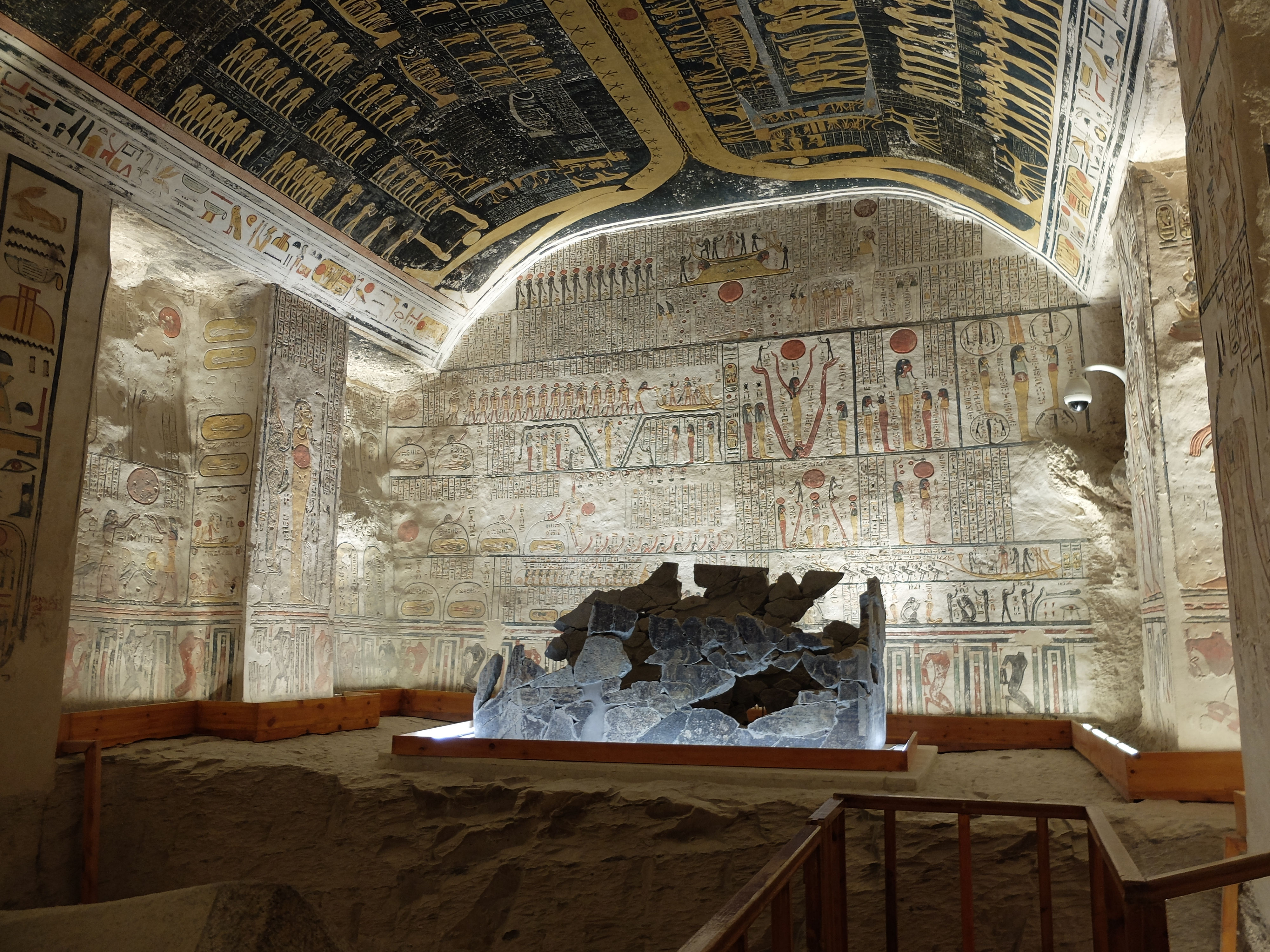
面向北牆的墓室
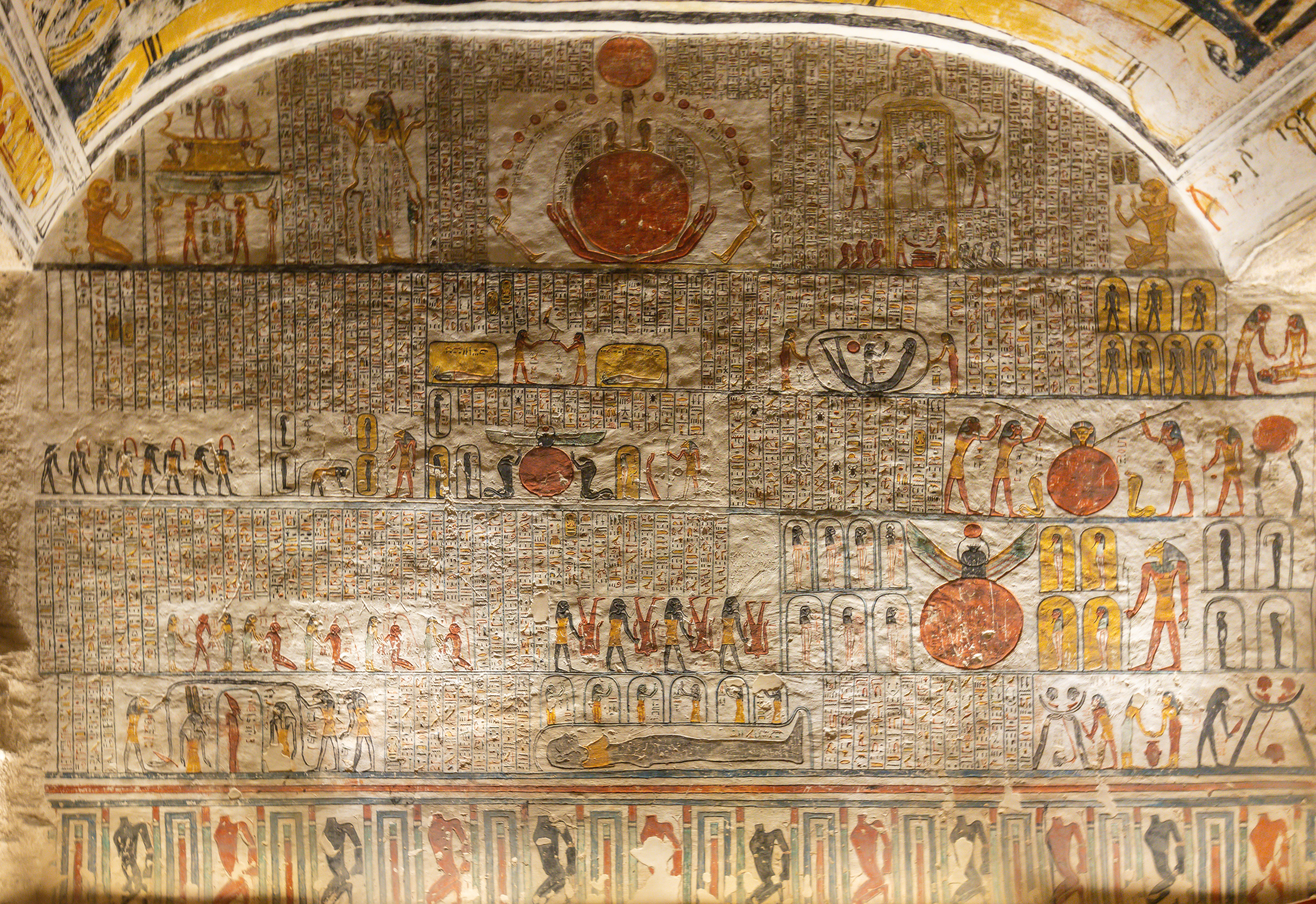
墓室南牆，描繪了《地球之書》（阿克爾之書）的一部分情景。
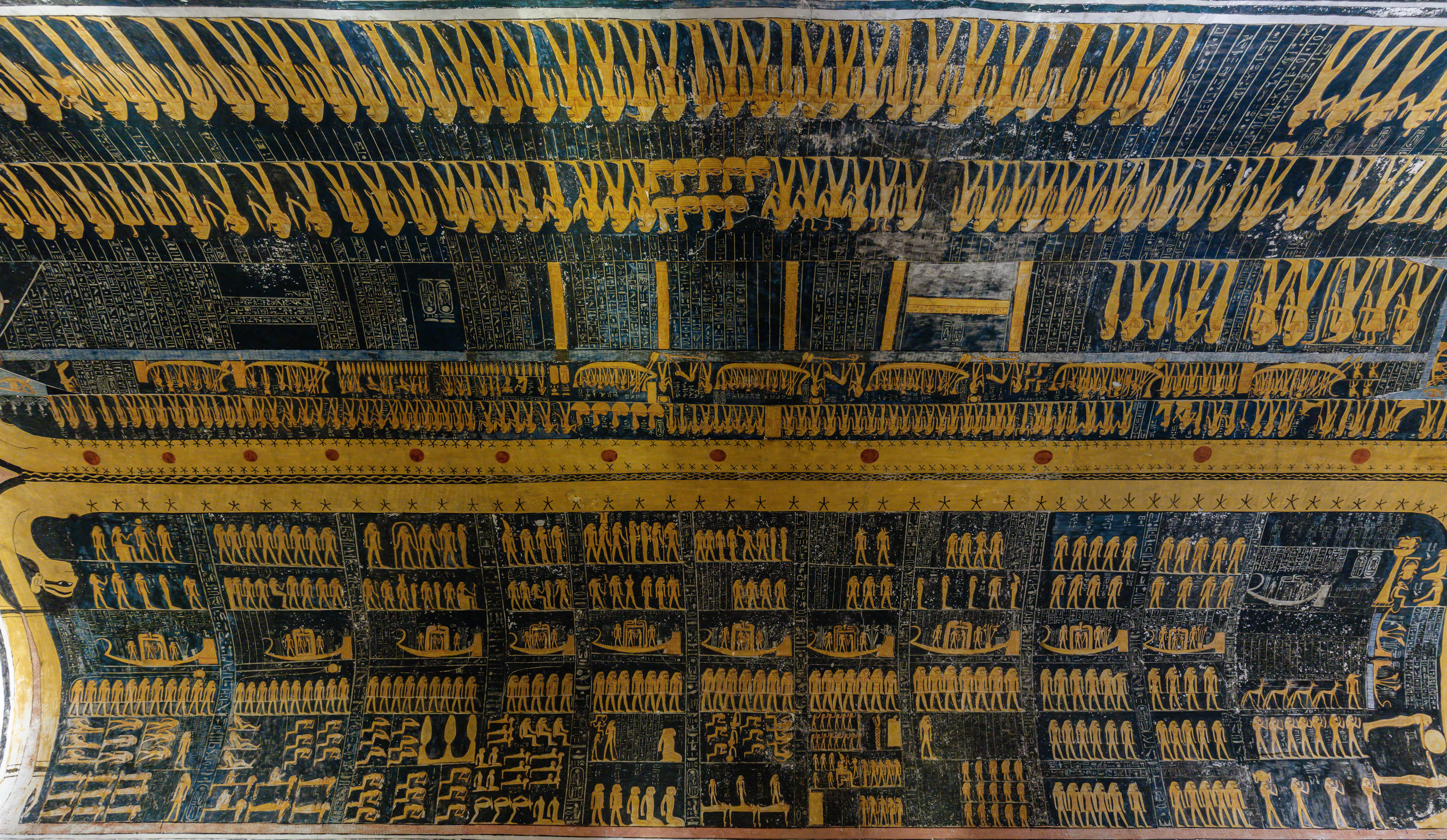
墓室的拱形天花板：其中努特的雙重畫像，框住了《黑夜之書》（下）和《白晝之書》（上）
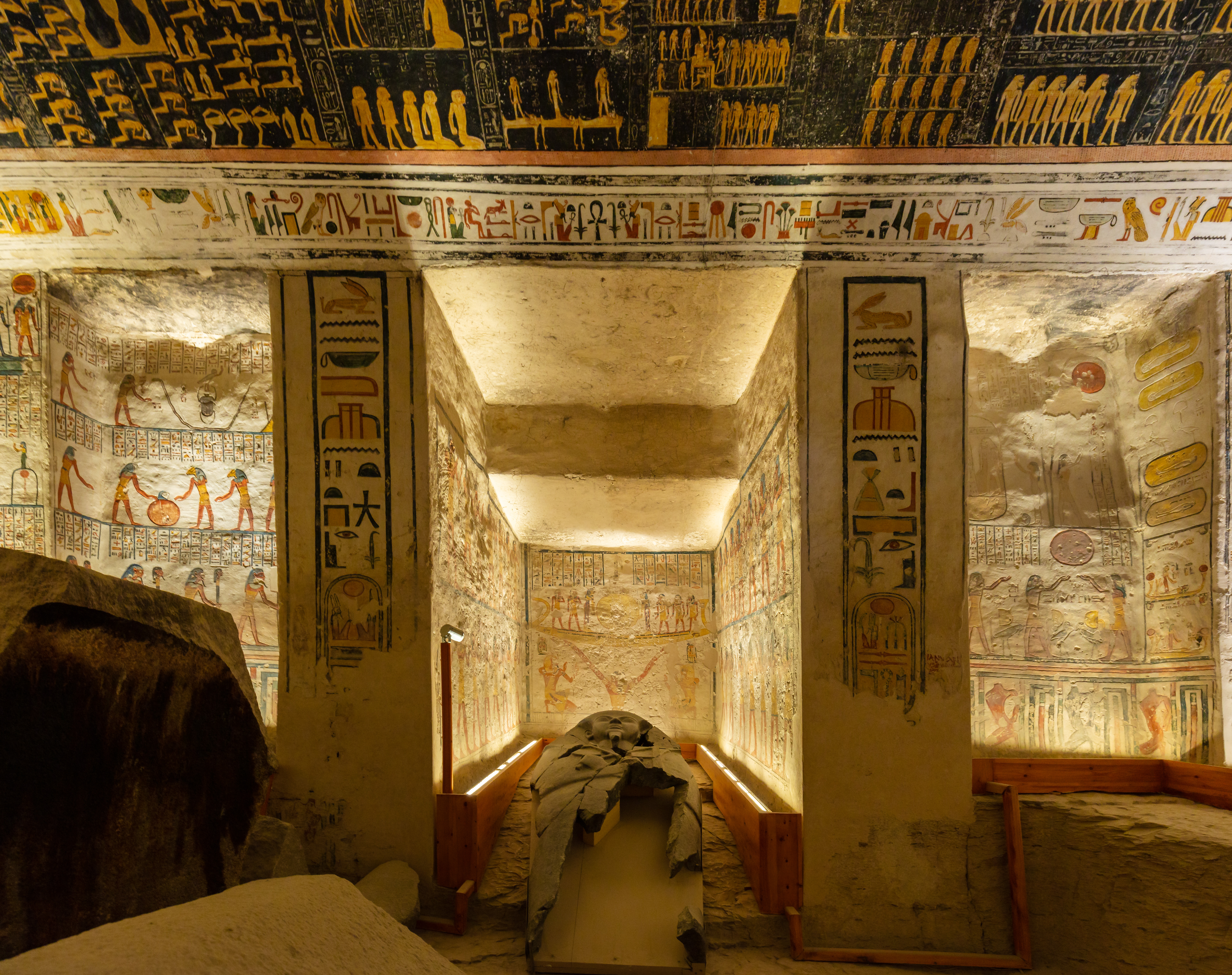
房間的後牆，中間有兩根未完成的柱子，兩側是一間小房間
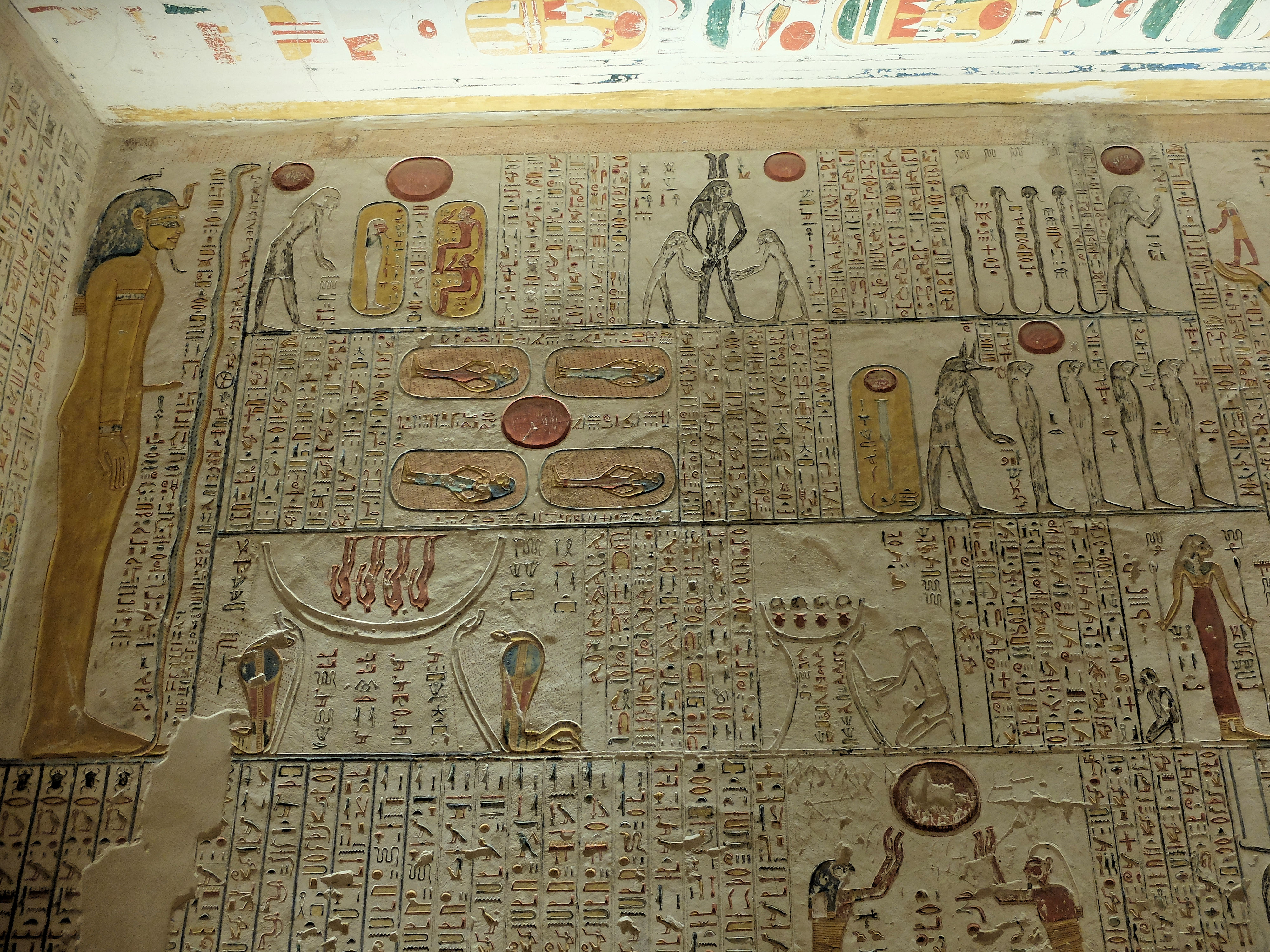
第四條走廊上的浮雕

## 破壞
在希臘羅馬時期，這座陵墓被誤認為是傳說中埃塞俄比亞國王門農的墓地——他曾在特洛伊戰爭中率軍作戰。這種誤認使得該墓成為熱門參觀景點，吸引大量朝聖者與遊客前來。至今在墓內牆面上共發現995則遊客塗鴉，年代橫跨西元前1世紀至西元4世紀。這些塗鴉多由托勒密與羅馬時期的希臘人所留，他們來自埃及境內及地中海各地，專程前來參訪。塗鴉大多以黑墨書寫，少部分為紅墨，語言主要為希臘語，亦有拉丁語、世俗體書體與科普特语。塗鴉分布於墓室不同區域，主要集中於牆面較高處，與當時墓道已被部分淤積而使地面升高的情況相符。
自1996年起，這批塗鴉由華沙大學地中海考古中心與埃及文物部合作成立的銘文學團隊進行系統研究。塗鴉中多數為訪客簽名，但也包含一些較長的文字，透露書寫者的背景資訊，例如職業。其中提到曾有哲學家、醫師與高階官員等身分的朝聖者。 部分塗鴉具有宗教性質，屬於「膜拜塗鴉」（proskynema），展現虔誠之意。
其中一則塗鴉文字顯示參觀者曾需以火把在黑暗墓道中探索壁畫，並巧妙地以希臘語進行雙關語遊戲——該塗鴉者名為「達都西奧斯」（Dadouchios），而「δᾳδοῦχος」（daidoukhos）意為「持火把者」：:257

| Δᾳδούχιος σχολαστικὸς ἰατ(ρὸς) ἦλθον κ(αὶ) ἐθαύμασα καὶ ἄεπος ἦλθα δᾳδοῦχος | 我，達都西奧斯，學者與醫師，來此無聲地讚嘆——我以火把而來。 |

其他塗鴉內容則展現參觀者的直率與幽默，如：「我來了，除了石棺外什麼都不喜歡！」、「我讚嘆了！」以及「我看不懂聖書體！」
最晚可辨識身分的塗鴉作者，可能是穆斯林將領阿姆鲁·本·阿斯——他曾率軍征服羅馬統治下的埃及，參與阿拉伯—拜占庭战争。如若屬實，墓中其中一則題名為「Ambros（Ἄμρος）」的塗鴉便可能出自其手。:262

希臘羅馬時期塗鴉的例子
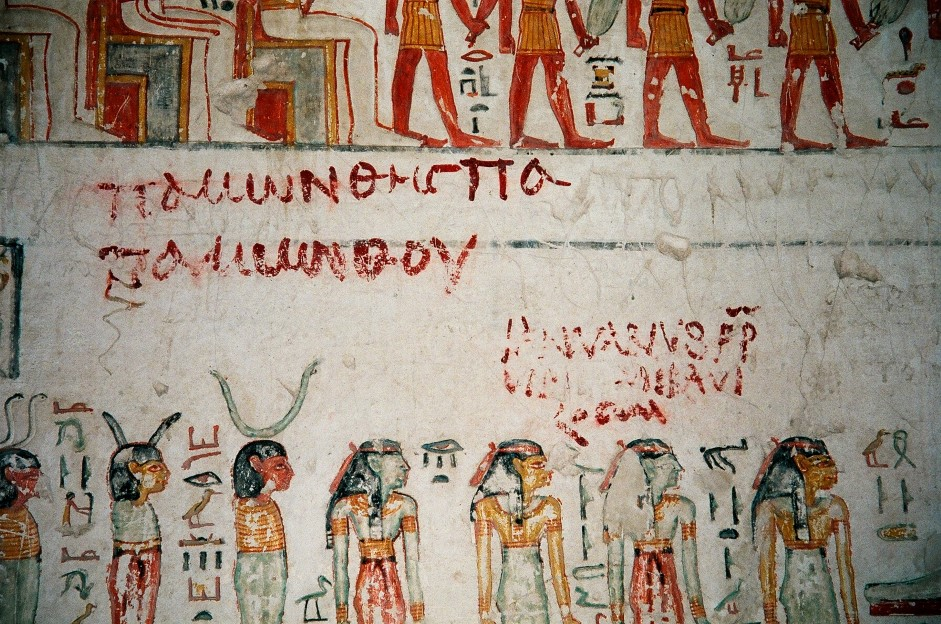
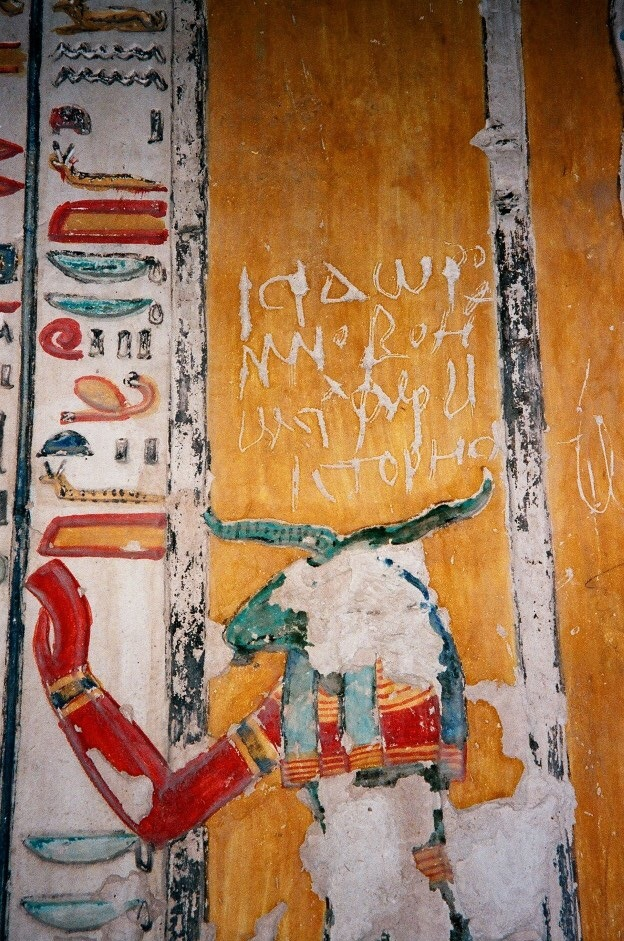
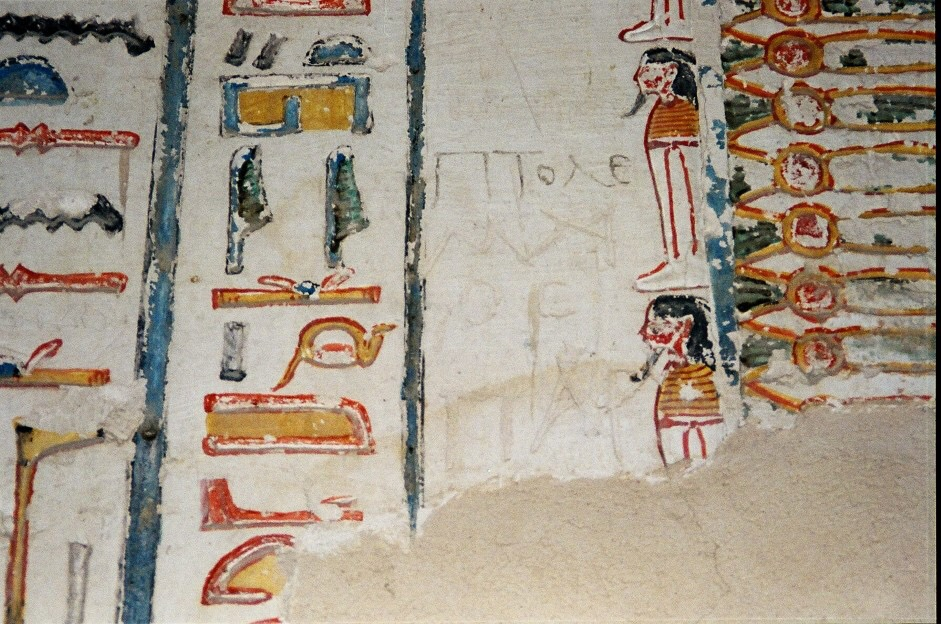

### 書籍
- Abitz, F. Baugeschichte und Dekoration des Grabes Ramses VI, 1989. https://www.zora.uzh.ch/id/eprint/150956/
- Herzer, C. "The Template for the break with tradition in the Decoration Program of the Tomb of Ramesses VI was the Osireion at Abydos, 2023. https://www.academia.edu/109794059/
- Herzer, C. Study of the Osireion at Abydos, 2023. https://isida-project.ucoz.com
- Piankoff, A. The Tomb of Ramesses VI, 1954, Pantheon Books, New York. https://archive.org/details/tomboframessesvi0001unse/page/n7/mode/2up
- Reeves, N & Wilkinson, R.H. The Complete Valley of the Kings, 1996, Thames and Hudson, London.
- Roberson, J. The Ancient Egyptian Books of the Earth, Wilbour Studies I, 2012, Lockwood Press.
- Siliotti, A. Guide to the Valley of the Kings and to the Theban Necropolises and Temples, 1996, A.A. Gaddis, Cairo.
- Week, K. (ed.), Valley of the Kings, 2001, Friedman.
- Łukaszewicz, A., with appendix by Małkowski, W., Bogacki, M., Kaniszewski, J. Polish Epigraphical Mission in the Tomb of Ramesses VI (Kv 9) in the Valley of the Kings in 2010; Appendix: Three-dimensional spatial information system for the graffiti inside the Tomb of Ramesses VI (KV 9) in the Valley of the Kings, Polish Archaeology in the Mediterranean, 22 (2013)

## 外部連結
- Theban Mapping Project: KV9 - Includes description, images and plans of the tomb.
- Virtual exploration of KV9 的存檔，存档日期2020-06-13.
- Views of KV9 & KV12